# Wadi Degla SC
Wadi Degla Sporting Club (Arabisch:وادي دجلة) is een in 2002 opgerichte Egyptische voetbalclub uit Caïro. In 2009-10 werd de club kampioen in de Egyptische Tweede Divisie, waarna ze voor de eerste keer in haar bestaan naar de Premier League promoveerde.

## Geschiedenis
In het seizoen 2009-10 scheef Wadi Degla geschiedenis toen het op de laatste speeldag van de competitie Al-Sekka Al-Hadid versloeg met 3-1. Hiermee verzekerde de club zich van promotie naar het hoogste niveau in Egypte, de Premier League, voor de eerste keer in het bestaan van de club. Wadi degla had slechts 1 seizoen nodig om van de Tweede Divisie naar de Premier League te promoveren, een prestatie die tot dan toe slechts één keer was voorgedaan, door Al Moqaouloun al-Arab in 1981.

## Samenwerkingsverbanden
Wadi Degla heeft een uitgebreide jeugdwerking, en werkt voor zijn jeugdacademies onder andere samen met de Franse ex-international Jean-Marc Guillou. De club heeft daarnaast een samenwerkingsverband met het Engelse Arsenal FC. In november 2007 werd de Wadi Degla Holding, waartoe Wadi Degla FC behoort, eigenaar van het Belgische Lierse SK. Ook in België richtte de club een voetbalacademie op in samenwerking met Jean-Marc Guillou.

## Selectie 2013/14
| Nr. |                 | Positie | Speler               |
| --- | --------------- | ------- | -------------------- |
| 1.  | Vlag van Egypte | DM      | Haytham Mohammed     |
| 2.  | Vlag van Egypte | V       | Ahmed Fawzy          |
| 3.  | Vlag van Egypte | V       | Mostafa El Sayed     |
| 5.  | Vlag van Ghana  | V       | William Mensah       |
| 6.  | Vlag van Egypte | V       | Mohamed El Sayed     |
| 7.  | Vlag van Egypte | M       | Mostafa Talaat       |
| 8.  | Vlag van Egypte | M       | Ashour El Takky      |
| 10. | Vlag van Syrië  | A       | Abdul Fattah Al Agha |
| 11. | Vlag van Egypte | V       | Hassan El Shamy      |
| 13. | Vlag van Egypte | M       | Ahmed Dorgham        |

| Nr. |                   | Positie | Speler              |
| --- | ----------------- | ------- | ------------------- |
| 16. | Vlag van Egypte   | DM      | Essam Mahmoud       |
| 17. | Vlag van Egypte   | M       | Mostafa Kaaraba     |
| 19. | Vlag van Egypte   | A       | Youssef Gamal       |
| 20. | Vlag van Egypte   | M       | Mohamed Abdel Wahed |
| 22. | Vlag van Ethiopië | A       | Saladin Said        |
| 23. | Vlag van Egypte   | M       | Mostafa Shebeita    |
| 24. | Vlag van Egypte   | V       | Reda Gomaa          |
| 27. | Vlag van Syrië    | V       | Mohamed Abdelkader  |
| 30. | Vlag van Egypte   | A       | Mohamed Essam       |
| 32. | Vlag van Egypte   | M       | Hamed Feisal        |
| 34. | Vlag van Egypte   | M       | Helal Ibrahim       |

## Bekende (oud-)spelers
- Rodney Antwi
- Saladin Said
- Florent Malouda